# Qualis artifex pereo
Qualis artifex pereo ! est, selon Suétone dans la Vie des douze Césars, la dernière parole prononcée par Néron au moment de se poignarder, plus attaché à sa valeur d'artiste qu'à sa dignité d'empereur romain. Cette expression latine est traduite « Quel artiste je meurs ! », ou moins littéralement « Quel artiste périt avec moi ! » ou « Quel artiste le monde va perdre ! ».

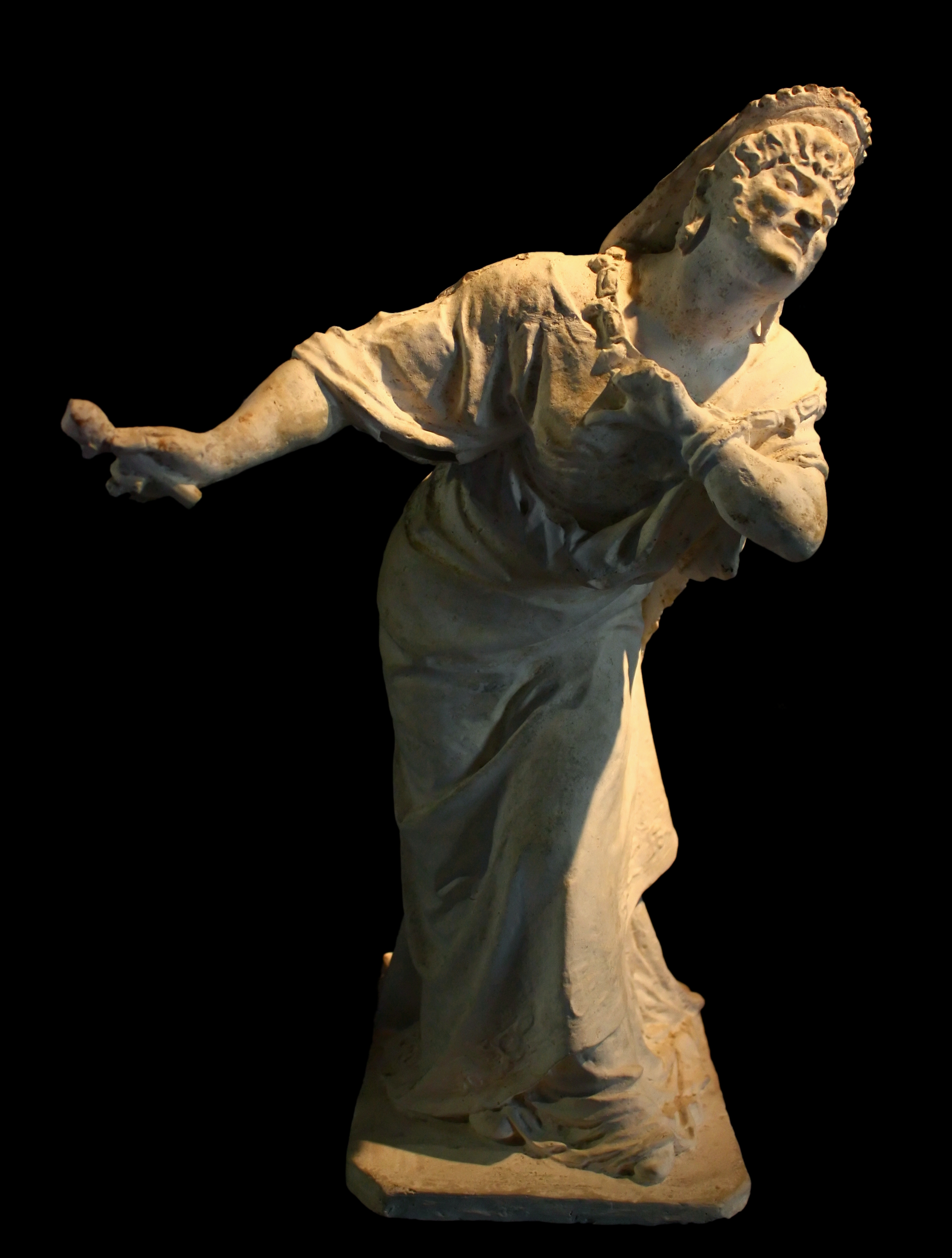
Néron vêtu en femme, par Emilio Gallori (1873).

Pour Suétone, c'est une preuve ultime du peu de valeur morale de Néron, qui consacre ses dernières pensées à une activité indigne de son rang, et dans laquelle il n'a triomphé qu'auprès de ses flatteurs.